# Tunnel van Coo
De tunnel van Coo is een spoortunnel in Coo, een dorp in de gemeente Stavelot. De tunnel heeft een lengte van 305 meter. De enkelsporige spoorlijn 42 gaat door deze tunnel.
De tunnel kwam in dienst op 1 juli 1890. De tunnelportalen zijn opgetrokken in rode baksteen. Doordat baksteen meer onderhevig is aan de natuurelementen dan natuursteen, hebben de tunnelportalen op dit deel van de spoorlijn 42 een zwaar verweerde indruk.